# Malzfabrik (Dresden-Niedersedlitz)

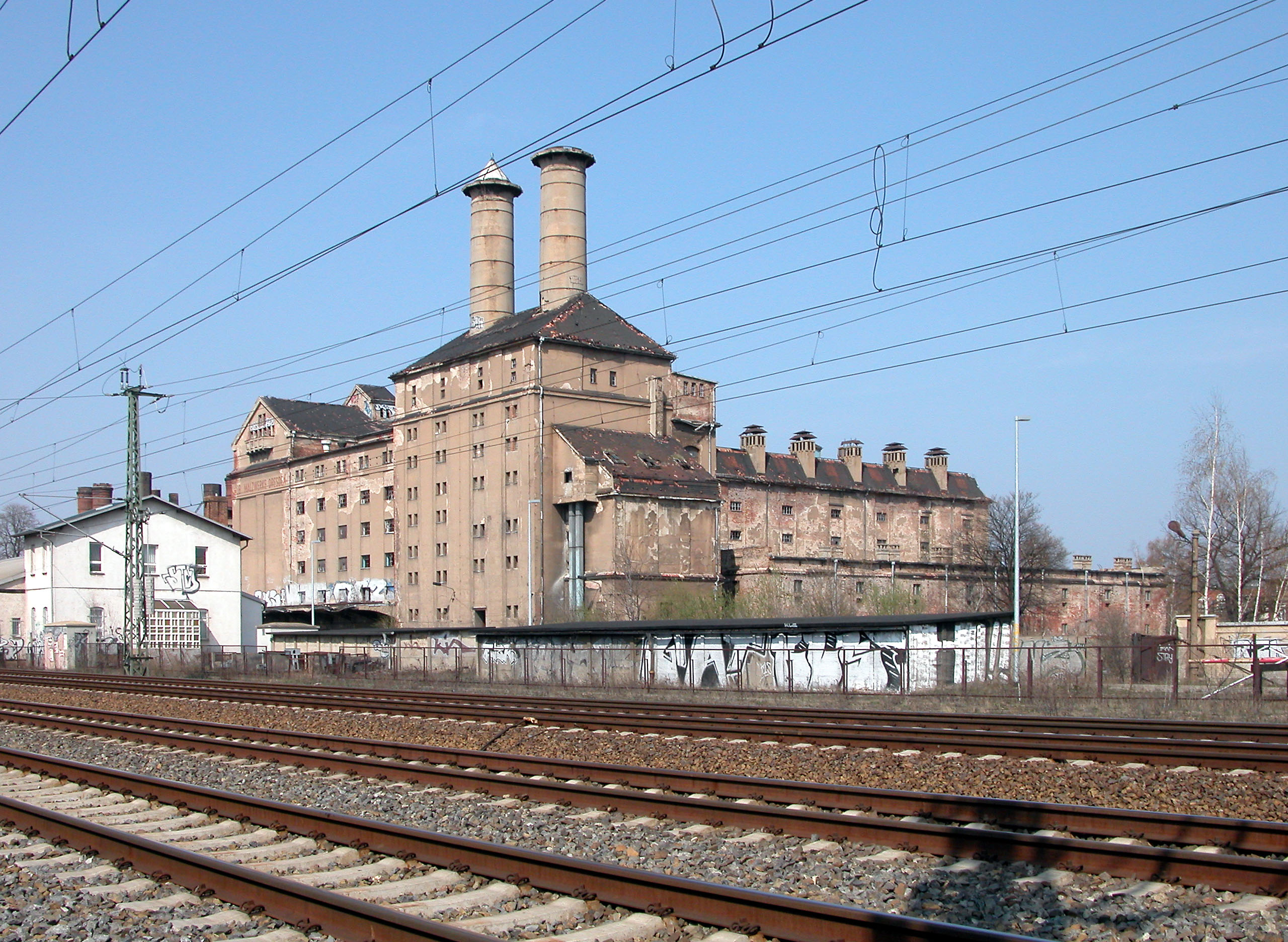
Malzfabrik 2004

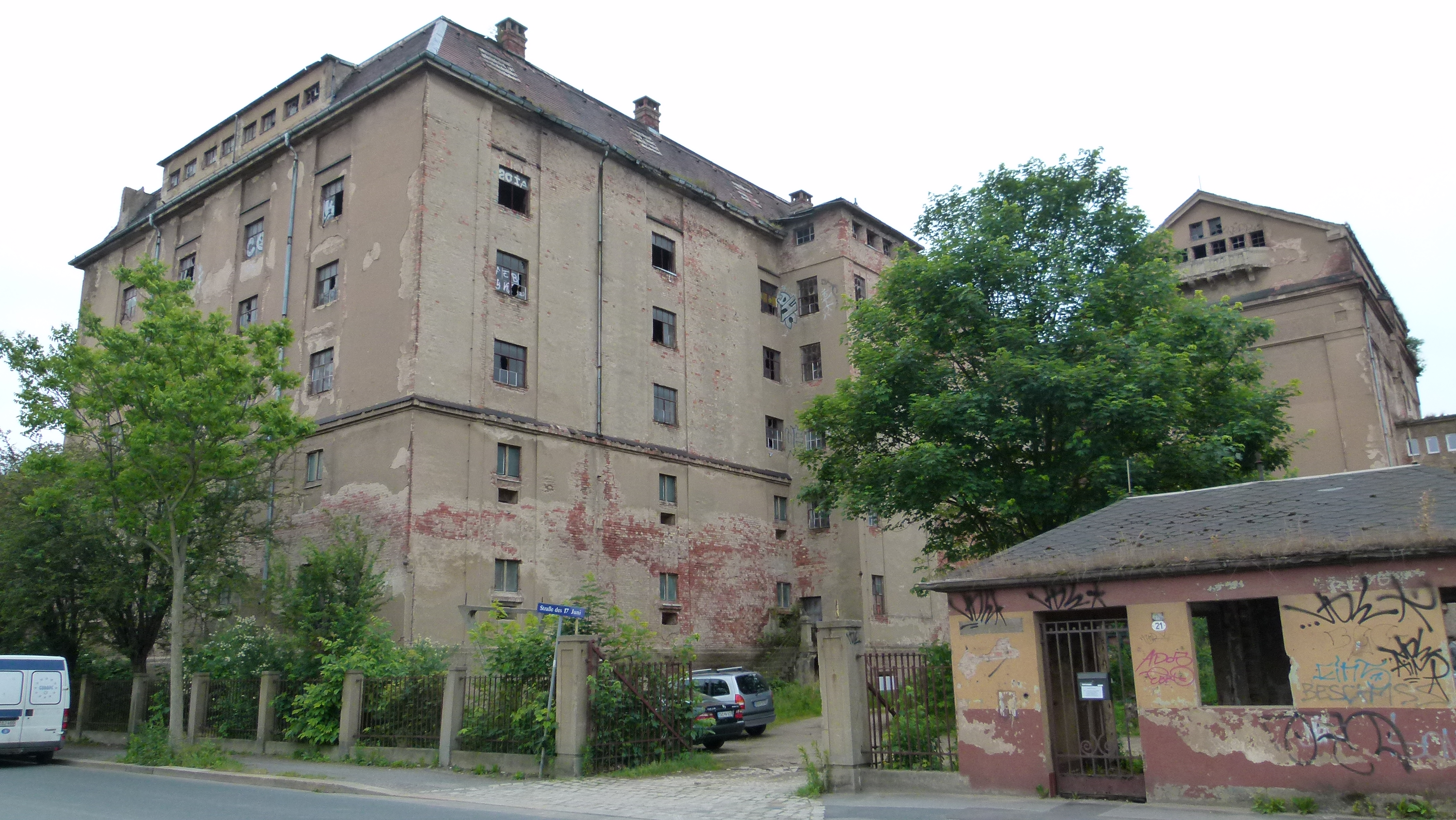
Malzfabrik 2012

Die Malzfabrik Gebrüder Pick oder Malzfabrik Niedersedlitz ist ein leerstehendes Industriedenkmal an der Straße des 17. Juni 21 in Dresden-Niedersedlitz.
Die Malzfabrik wurde 1873–1875 erbaut und ab 1889 als Aktiengesellschaft von den Gebrüdern Pick geführt. Sie war zu dieser Zeit die modernste Fabrik ihrer Art in Sachsen. Der Gebäudekomplex umfasst drei Bauabschnitte. Westlich des ursprünglichen Baus folgte 1897–1898 ein Gebäude an der Reisstraße. 1914–1916 wurde östlich der dritte Bauabschnitt errichtet. Die für die Herstellung erforderlichen Rohstoffe kamen per Schiff über die Elbe, wurden im benachbarten Kleinzschachwitz entladen und anschließend mit Fuhrwerken nach Niedersedlitz gebracht.
Julia Pick, die Frau des letzten Eigentümers Pick, beging im August 1942 Suizid, bevor sie als Jüdin nach Theresienstadt hätte abtransportiert werden sollen.
Nach 1945 wurde die Malzfabrik verstaatlicht und war als VEB Malzwerke Dresden Teil des VEB Getränkekombinat Dresden. Umbauten und Modernisierungen erfolgten letztmals 1956. Zeitweise befand sich hier auch ein Lager des VEB Saat- und Pflanzgut.
Seit Einstellung der Produktion 1991 steht die Malzfabrik leer – in zunehmendem ruinösen Zustand. Des Weiteren ist sie Opfer von Vandalismus geworden. Zurzeit gibt es keine Pläne zur Sanierung. In der Nacht vom 11. zum 12. November 2020 zerstörte ein Großbrand weite Teile der Gebäude. Das Gebäude ist seitdem einsturzgefährdet und musste von der Stadt gesichert werden. Am 9. Mai 2024 brach in der Ruine erneut ein Großfeuer aus, das nach einer Durchzündung erst am 11. Mai durch Abbruch einiger Gebäudeteile vollständig gelöscht werden konnte.